# Italia ai IX Giochi paralimpici estivi
L'Italia partecipò ai IX Giochi paralimpici estivi di Barcellona, Spagna, dal 3 al 14 settembre 1992 con una delegazione di 87 atleti. Gli azzurri si aggiudicarono complessivamente 35 medaglie: 10 d'oro, 7 d'argento e 18 di bronzo.

## Medaglie

### Medagliere per discipline
| Discipline       | Oro | Argento | Bronzo | Totale |
| ---------------- | --- | ------- | ------ | ------ |
| Atletica leggera | 2   | 2       | 6      | 10     |
| Ciclismo         | 0   | 0       | 1      | 1      |
| Goalball         | 1   | 0       | 0      | 1      |
| Judo             | 0   | 0       | 3      | 3      |
| Nuoto            | 2   | 0       | 1      | 3      |
| Scherma          | 2   | 2       | 4      | 8      |
| Tennistavolo     | 0   | 2       | 2      | 4      |
| Tiro a segno     | 1   | 0       | 0      | 1      |
| Tiro con l'arco  | 2   | 1       | 1      | 4      |
| Totale           | 10  | 7       | 18     | 35     |

### Medaglie d'oro
| Medaglia | Nome                                                                          | Disciplina       | Evento                          |
| -------- | ----------------------------------------------------------------------------- | ---------------- | ------------------------------- |
| Oro      | Carlo Durante                                                                 | Atletica leggera | Maratona B1                     |
| Oro      | Aldo Manganaro                                                                | Atletica leggera | 100 m B3                        |
| Oro      | Natale Castellini Roberto Gallucci Paolo Martini Dario Merelli Hubert Perfler | Goalball         | Goalball                        |
| Oro      | Gianluca Saini                                                                | Nuoto            | 100 m stile libero S10          |
| Oro      | Gianluca Saini                                                                | Nuoto            | 50 m stile libero S10           |
| Oro      | Mariella Bertini                                                              | Scherma          | fioretto individuale - classe 2 |
| Oro      | Rossana Giarrizzo Laura Presutto Deborah Taffoni Mariella Bertini             | Scherma          | spada a squadre                 |
| Oro      | Santo Mangano                                                                 | Tiro a segno     | Fucile ad aria 3-40 SH4         |
| Oro      | Paola Fantato                                                                 | Tiro con l'arco  | individuali AR - classe 2       |
| Oro      | Orazio Pizzorni                                                               | Tiro con l'arco  | individuali AR - classe 2       |

### Medaglie d'argento
| Medaglia | Nome                                              | Disciplina       | Evento                       |
| -------- | ------------------------------------------------- | ---------------- | ---------------------------- |
| Argento  | Alessandro Kuris                                  | Atletica leggera | Salto in alto J2             |
| Argento  | Aldo Manganaro                                    | Atletica leggera | 200 m B3                     |
| Argento  | Mariella Bertini                                  | Scherma          | Spada individuale - classe 2 |
| Argento  | Soriano Ceccanti                                  | Scherma          | Spada individuale - classe 2 |
| Argento  | Marisa Nardelli                                   | Tennistavolo     | Open - classe 1-5            |
| Argento  | Andrea Furlan Eberhard Walzl                      | Tennistavolo     | Doppio - classe 9            |
| Argento  | Giuseppe Gabelli Luciano Malovini Orazio Pizzorni | Tiro con l'arco  | a squadre                    |

### Medaglie di bronzo
| Medaglia | Nome                                                          | Disciplina       | Evento                      |
| -------- | ------------------------------------------------------------- | ---------------- | --------------------------- |
| Bronzo   | Francesca Porcellato                                          | Atletica leggera | 400m TW3                    |
| Bronzo   | Alvise De Vidi                                                | Atletica leggera | 800 m TW1                   |
| Bronzo   | Maurizio Nalin                                                | Atletica leggera | Lancio del disco            |
| Bronzo   | Enzo Masiello                                                 | Atletica leggera | 5000 m TW3-4                |
| Bronzo   | Marco Re Calegari                                             | Atletica leggera | 1500 m TW3-4                |
| Bronzo   | Claudio Costa Vincenzo Ciacio Sandro Filipozzi Aldo Manganaro | Atletica leggera | Staffetta 4x400 m           |
| Bronzo   | Maria Erlacher Klaus Fruet                                    | Ciclismo         | Tandem misto                |
| Bronzo   | Matteo Ardit                                                  | Judo             | Categoria 78 kg             |
| Bronzo   | Davide Albertini                                              | Judo             | Categoria 60 kg             |
| Bronzo   | Franz Gatscher                                                | Judo             | Categoria +95 kg            |
| Bronzo   | Roberto Valori                                                | Nuoto            | 100 m stile libero S5       |
| Bronzo   | Laura Presutto                                                | Scherma          | Spada individuale 3-4       |
| Bronzo   | Laura Presutto                                                | Scherma          | Fioretto individuale 3-4    |
| Bronzo   | Soriano Ceccanti Ernesto Lerre Carlo Loa                      | Scherma          | Spada a squadre             |
| Bronzo   | Marisa Nardelli                                               | Tennistavolo     | Singolo - classe 5          |
| Bronzo   | Marisa Nardelli Christina Ploner Patrizia Saccà               | Tennistavolo     | Torneo a squadre - classe 5 |
| Bronzo   | Oscar De Pellegrin                                            | Tiro a segno     | olympic match - classe SH3  |
| Bronzo   | Giampiero Mercandelli                                         | Tiro con l'arco  | Individuali AR - classe 1   |

### Plurimedagliati
| Nome             | Disciplina            | Oro | Argento | Bronzo | Totale |
| ---------------- | --------------------- | --- | ------- | ------ | ------ |
| Mariella Bertini | Scherma in carrozzina | 2   | 1       | 0      | 3      |
| Gianluca Saini   | Nuoto                 | 2   | 0       | 0      | 2      |
| Aldo Manganaro   | Atletica leggera      | 1   | 1       | 1      | 3      |
| Orazio Pizzorni  | Tiro con l'arco       | 1   | 1       | 0      | 2      |
| Marisa Nardelli  | Tennistavolo          | 0   | 1       | 2      | 3      |
| Soriano Ceccanti | Scherma in carrozzina | 0   | 1       | 1      | 2      |
| Laura Presutto   | Scherma in carrozzina | 0   | 0       | 2      | 2      |